# Whole Lotta Love
Whole Lotta Love är en rocksång av musikgruppen Led Zeppelin från 1969 från deras andra studioalbum Led Zeppelin II. Låten innebar att gruppen slog igenom internationellt sent 1969. Den bygger på bluesmusikern Willie Dixons komposition "You Need Love", som spelats in av Muddy Waters 1962.
Låten har i Led Zeppelins version blivit en blandning av blues och hårdrock och har en instrumental progressiv mittsektion med congas-trummor och surrande ljud skapade av en Theremin. Det är Jimmy Page som spelar Thereminen; han gillade att experimentera med instrumentet och använde det många gånger live. De surrande ljuden uppfattas felaktigt om man spelar låten på en musikanläggning som använder mono, då dessa ljud vandrar mellan de två stereo-kanalerna. Efter mittsektionen drar Page igång låten igen med ett gitarrsolo.
Whole Lotta Love var Led Zeppelins andra singelskiva efter "Good Times, Bad Times" 1969. Singelversionen var en förkortad version utan mittsektionen och utgavs i USA, och flera europeiska länder. Den var också den enda låten med gruppen som röstades in på Tio i topp-listan i Sverige. Led Zeppelin var primärt ett albumbaserat band, även om singlar med gruppen utgavs i flera länder, men i hemlandet Storbritannien gavs låten inte ut som singel 1969. 
På de första vinylutgåvorna av albumet Led Zeppelin II står inte Willie Dixon med som upphovsman. Detta kom inte att ordnas upp förrän 15 år senare. Dixon var omedveten om att gruppen angett sig själva som upphovsman, och trott att det helt enkelt rörde sig om en populär cover på hans låt. 1985 gjordes en uppgörelse med gruppen utanför domstol, och efter det står Dixon med som upphovsman.
Whole Lotta Love gjordes även i en minnesvärd version år 1970 av gruppen CCS. Andra kända artister som gjort covers på den är bland annat Tina Turner, U2 och Prince.

## Övrigt
I TV-serien That 70's show säger Hyde till Kelso, "You never been like this since you thought that you heard your name on Led Zeppelin II" Kelso: "It's in there! In whole lotta love, they clearly sings: Kelso lotta love!"

## Listplaceringar
| Lista (1969-1970) | Position              |
| ----------------- | --------------------- |
| Australien        | 1 (Go Set)            |
| Danmark           | 2 (DR "Top Ti")       |
| Finland           | 7                     |
| Flandern          | 2                     |
| Frankrike         | 38                    |
| Kanada            | 2 (RPM)               |
| Nederländerna     | 5                     |
| Nya Zeeland       | 4 (NZ Listner)        |
| Schweiz           | 5                     |
| Spanien           | 4                     |
| Sverige           | 9 (Tio i topp)        |
| USA               | 4 (Billboard Hot 100) |
| Västtyskland      | 1                     |
| Österrike         | 3                     |